# Joseph Moreau (philosophe)
Pour les articles homonymes, voir Joseph Moreau (homonymie) et Moureau.
Joseph Moreau, né le 14 février 1900 à Aigurande et mort le 19 novembre 1988 à Bordeaux est un philosophe français.

## Biographie
Agrégé de philosophie (1925), il fut professeur à l'université Bordeaux 3. En 1939, il présente ses thèses de doctorat d'État, sous la direction d'Émile Bréhier.
Spécialiste de Platon, il développa une philosophie réflexive qu'il opposa notamment à la phénoménologie de Maurice Merleau-Ponty (L'Horizon des esprits).
En 1963, il est élu membre de l'Académie nationale des sciences, belles-lettres et arts de Bordeaux. En 1972, il devient le correspondant à Bordeaux de l'Académie des inscriptions et belles-lettres.
Il meurt à Bordeaux le 19 novembre 1988. 

## Publications
- L'Âme du monde de Platon aux Stoïciens, Les Belles lettres , 1939 (collection d’études anciennes publiée sous le patronage de l’association Guillaume Budé).
- La construction de l'idéalisme platonicien, Boivin & cie., 1939
- Réalisme et idéalisme chez Platon, Presses universitaires de France, 1951
- La Conscience et l'Etre, Aubier, 1958
- L'horizon des esprits, PUF, 1960
- L'univers leibnizien, Vitte, 1re éd. 1956, G. Olms, 1987
- Épictète ou le secret de la liberté, Seghers, 1964
- L'âme du monde de Platon aux stoīciens, G. Olms, 1965
- L'espace et le temps selon Aristote, Antenore, 1965
- Le Sens du platonisme, les Belles lettres, 1967
- Le Dieu des philosophes (Leibniz, Kant et nous), Vrin (Paris), 1969
- Plotin ou la gloire de la philosophie antique, Vrin, 1970
- Jean-Jacques Rousseau, Presses universitaires de France, 1973
- Spinoza et le spinozisme, Presses universitaires de France, 1977
- Stoïcisme, épicurisme, traditions helléniques, Vrin, 1979
- Aristote et son école, Presses universitaires de France, 1985
- De la Connaissance selon S.Thomas D'Aquin, B.A.P, 1976
- La problématique kantienne, Vrin, 1984
- Platon devant les sophistes, Vrin, 1987